# 나답
나답(재위 기원전 909년경-908년경)은 분열 이스라엘 왕국의 2대 왕으로 아버지 여로보암 1세처럼 악한 짓을 많이 저질렀다.
나답은 아버지 여로보암 1세가 죽자 왕위에 올랐으나 악한 짓을 많이 저질렀고 하나님의 눈에 거슬리지 짓도 많이 했다. 이에 이사카르 집안 출신 아히야의 아들 바아사가 반란을 일으켜 필리시테인에 속해있던 기브톤에서 나답을 공격했다. 결국 나답은 바아사에게 살해당하고 바아사가 왕위에 올랐다.
바아사는 임금이 되자 여로보암 집안의 모든 사람들을 몰살해 전 여로보암 1세 때 베텔의 늙은 예언자의 예언이 이루어졌다.
아론의 아들과 이름이 동일하며, 그의 형제 아비야의 이름은 아론의 또 다른 아들인 아비후와 유사하다.
| 전임 여로보암 1세 | 북이스라엘의 왕 | 후임 바아사 |